# Glimmertjärnarna
Glimmertjärnarna är en sjö i Strömsunds kommun i Jämtland och ingår i Ångermanälvens huvudavrinningsområde. Sjön har en area på 0,0384 kvadratkilometer och ligger 862,3 meter över havet.

## Delavrinningsområde
Glimmertjärnarna ingår i det delavrinningsområde (717374-142747) som SMHI kallar för Inloppet i Lill-Väktaren. Medelhöjden är 661 meter över havet och ytan är 23,38 kvadratkilometer. Räknas de 14 avrinningsområdena uppströms in blir den ackumulerade arean 94,17 kvadratkilometer. Väktarån som avvattnar avrinningsområdet har biflödesordning 3, vilket innebär att vattnet flödar genom totalt 3 vattendrag innan det når havet efter 338 kilometer. Avrinningsområdet består mestadels av skog (62 procent) och kalfjäll (37 procent). Avrinningsområdet har 0,03 kvadratkilometer vattenytor vilket ger det en sjöprocent på 0,1 procent.